# 张连光

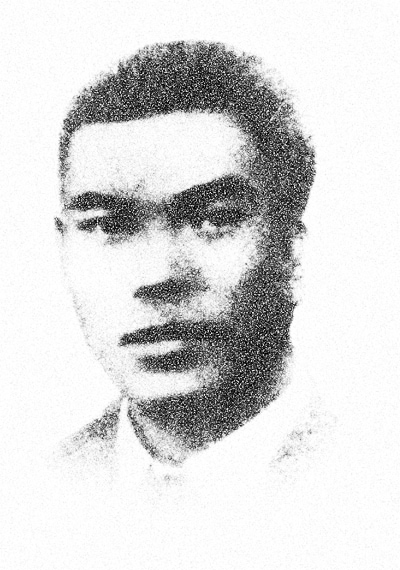
张连光

张连光（?—?），又名张濂光、张廉光、张联光。福建人，中国共产党早期领导人。

## 生平
张连光出身于京汉铁路工人，1923年，参与京汉铁路大罢工。此后在失业工人中组织救济委员会。1923年，当选中国共产党第三届中央执行委员会候补委员，后来携救济款潜逃，此后其生平不详。